# Rhodamine

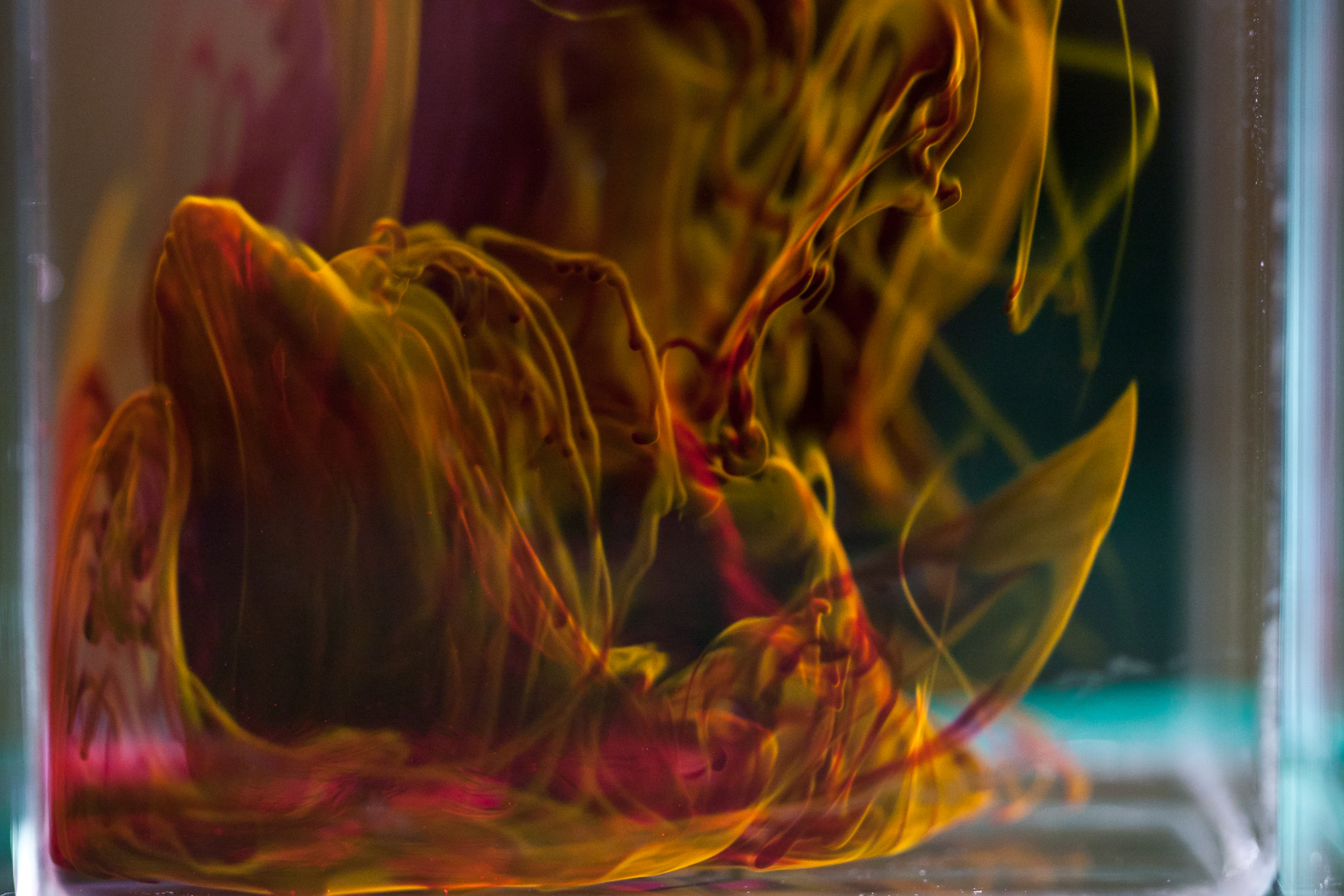
Rhodamin in Wasser

Strukturformel von Rhodamin B
(9-(2-Carboxyphenyl)-3,6-bis(diethylamino)xanthyliumchlorid)

Strukturformel von Rhodamin 6G

Rhodamin 123 (Hydrochlorid)

Rhodamin WT

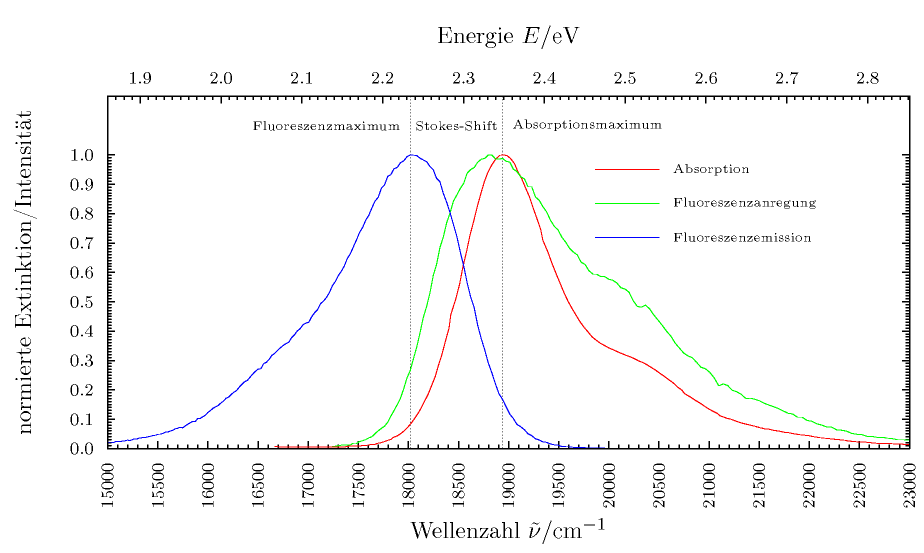
Absorptions-, Fluoreszenzanregungs- und Fluoreszenzemissionsspektrum einer Lösung des Farbstoffes Rhodamin 6G.

Rhodamine sind fluoreszierende Farbstoffe aus der Gruppe der kationischen Farbstoffe. Die Struktur der Rhodamine leiten sich  von Xanthen ab. Sie sind sowohl eine Untergruppe der  Xanthenfarbstoffe, als auch der Triphenylmethanfarbstoffe. Die bekanntesten Vertreter sind u. a. Rhodamin 6G, Rhodamin B, Rhodamin 123, Rhodamin WT, Texas Red (Sulforhodamin 101), 5-TAMRA, 5-TAMRA-SE und TMRM+. Je nach Struktur fluoreszieren Rhodamine vom gelb-grünen bis in den orange-roten Spektralbereich.
Die meisten Rhodamine haben wie viele Laserfarbstoffe eine Quantenausbeute nahe 100 %. Die Quantenausbeute ist stark vom Lösungsmittel abhängig und beträgt z. B. 95 % für Rhodamin 6G in Ethanol, d. h. von 100 absorbierten Photonen werden 95 in Fluoreszenzphotonen umgewandelt. Des Weiteren ist die Wahrscheinlichkeit eines Spin-Flips (vom Singulettzustand in den Triplettzustand) sehr gering, so dass Rhodamine sich nur selten im langlebigen Triplettzustand befinden, in dem sie nicht fluoreszieren.

## Verwendung
Rhodamine werden u. a. eingesetzt als Farbstoffe für Papier und Textilien, in Leuchtpigmenten, in Farbstofflasern, sowie in der Zell- und Molekularbiologie (TRITC), wo sie z. B. als Marker bzw. Label für die Fluoreszenzmikroskopie und die Einzelmolekülfluoreszenzspektroskopie dienen. Rhodamine wurden früher auch als Farbstoffe für hydrogeologische Färbeversuche genutzt. Heutzutage wird darauf jedoch verzichtet, da Rhodamine als potentiell karzinogen, mutagen und ökotoxisch eingestuft werden: Rhodamin B wirkt auf tierische Wasserorganismen wie Daphnien bei Konzentrationen von 100 mg/l akut giftig. Rhodamin B, insbesondere wenn chemisch rein, ist jedoch etwas weniger mutagen und erbgutschädigend als Rhodamin 6G.